# باول بروكس
باول بروكس (28 مايو 1921 بمرليبون في المملكة المتحدة - 26 يناير 1946 في المملكة المتحدة) (بالإنجليزية: Paul Brooks)‏ هو لاعب كريكت بريطاني. لعب مع نادي مقاطعة ميدلسكس للكريكت ‏.

## وصلات خارجية
- باول بروكس على موقع إي آس بي آن كريك إنفو (الإنجليزية)